# Elvio Guagnini
Elvio Guagnini (Trieste, 22 settembre 1939) è un critico letterario e saggista italiano professore emerito presso l'Università degli Studi di Trieste.

## Biografia
Si è laureato presso l'Università di Trieste con una tesi su Carlo Emilio Gadda.
In seguito è diventato professore ordinario di Letteratura italiana nella Facoltà di Lettere e Filosofia dell'ateneo di formazione. 
È condirettore delle riviste “Problemi” e “Aghios. Quaderni di studi Sveviani”. Fa parte della redazione di “Italienische Studien” e di “Metodi e Ricerche”. In qualità di visiting professor ha tenuto corsi e seminari nelle Università di Amsterdam e Klagenfurt.
Ha interessi di studio e ricerca molti ampi, che spaziano dalla letteratura di viaggio, al Settecento (in particolare il rapporto tra letteratura e scienza e la poesia didascalica), fino a temi e autori della cultura giuliana fra Sette e Novecento. Un altro campo di ricerca del quale si è occupato è il romanzo giallo. È tra i principali organizzatori del festival letterario GradoGiallo Archiviato il 22 giugno 2013 in Internet Archive., una rassegna dedicata al romanzo thriller, noir, poliziesco e horror, che si tiene ogni ottobre a Grado. È stato il primo vicepresidente della Società di Minerva, un'associazione culturale triestina fondata nel 1810 da Domenico Rossetti De Scander.

## Opere principali

### Saggi
- Letteratura e giornale, Palermo, Palumbo, 1979
- Note novecentesche, Pordenone, Studio Tesi, 1979
- Il punto su Saba, Bari, Laterza, 1987
- Viaggi e romanzi. Note settecentesche, Modena, Mucchi, 1985
- Viaggi d'inchiostro. Note su viaggi e letteratura in Italia, Udine, Campanotto, 2000
- Minerva nel regno di Mercurio. Contributi a una storia della cultura giuliana, 2 voll., Trieste, Istituto Giuliano di Storia, Cultura e Documentazione, 2001
- Introduzione a Giostra mentale di Giuseppe Ausilio Bertoli, Lecce, Manni Editori, 2001

### Curatele
- Memorie garibaldine di Rodolfo Donaggio, Trieste, L'Asterisco, 1973
- Opere poetiche di Carlo Castone della Torre di Rezzonico, Ravenna, Longo, 1977
- La Regione e l'Europa. Viaggi e viaggiatori emiliani e romagnoli del Settecento, Bologna, il Mulino, 1986
- Slataper & c., Lettere triestine e altri scritti vociani di polemica su Trieste, Trieste, Dedolibri, 1988
- Osservazioni intorno ai romanzi, alla morale e ai diversi generi di sentimento di Giuseppe M. Galanti, rist. anast. 1786, Manziana, Vacchiarelli, 1991
- Umberto Saba. Itinerari triestini/Triestine Itineraries (con Renzo S. Crivelli), Trieste, Mgs Press, 2007

| Controllo di autorità | VIAF (EN) 7418967 · ISNI (EN) 0000 0001 0866 7019 · SBN CFIV029748 · LCCN (EN) n78012387 · GND (DE) 138108293 · BNE (ES) XX1086038 (data) · BNF (FR) cb12097458d (data) |